# West Concord (Massachusetts)
Pour les articles homonymes, voir West Concord.
West Concord est une census-designated place du comté de Middlesex, dans le Massachusetts, aux États-Unis.